# Sáo trán lửa
Sáo trán lửa (danh pháp hai phần: Enodes erythrophris) là một loài chim thuộc Họ Sáo. Đây là loài duy nhất trong chi Enodes.. Loài này phân bố ở cao nguyên ẩm đảo Sulawesi Indonesia.